# Тип 92 (авиационный пулемёт)
Тип 92 (九二式七粍七機銃 Kyūni-shiki nana-miri-nana kijū) — японский авиационный пулемёт 1930-х годов. Лицензионная копия британского пулемёта «Льюис». Широко использовался на самолётах морской авиации Японии в 1930-е годы, но к началу Второй мировой войны устарел и был заменён более мощными образцами.

## Применение
- Aichi D1A
- Aichi D3A
- Kawanishi E7K2[2]
- Kawanishi H6K
- Kawanishi H8K
- Kyūshū Q1W
- Mitsubishi F1M2[3]
- Mitsubishi G3M
- Mitsubishi G4M
- Nakajima B5N
- Nakajima B6N
- Yokosuka B4Y
- Yokosuka K5Y
- другие типы самолётов